# کنیلورت (یوتا)
کنیلورت (به انگلیسی: Kenilworth) یک منطقهٔ مسکونی در ایالات متحده آمریکا است که در شهرستان کربن، یوتا واقع شده‌است. کنیلورت ۱٫۹۵ کیلومتر مربع مساحت و ۱۸۰ نفر جمعیت دارد و ۱٬۹۲۵٫۱۴ متر بالاتر از سطح دریا واقع شده‌است.